# Oxinasphaera tuberculosa
Oxinasphaera tuberculosa is een pissebed uit de familie Sphaeromatidae. De wetenschappelijke naam van de soort is voor het eerst geldig gepubliceerd in 1873 door Stebbing.